# Demotispa elaeicola
Demotispa elaeicola là một loài bọ cánh cứng trong họ Chrysomelidae. Loài này được Aslam miêu tả khoa học năm 1965.